# Тутковський Павло Аполлонович
Павло Аполлонович Тутковський (1 березня 1858, Липовець — 3 червня 1930, Київ) — український геолог, географ і педагог. Один з основоположників геології й географії України, дійсний член Української (з 1918 року) і Білоруської (з 1928 року) академій наук та Наукового товариства імені Шевченка (з 1923 року).

## Життєпис
Народився 1 березня 1858 року в селищі Липовці теперішньої Вінницької області в родині службовця. Дитинство Павла та інших дітей в родині пройшло під сильним впливом матері — жінки високої культури, музично обдарованої.
Закінчивши Житомирську чоловічу гімназію із срібною медаллю, в 1877 році вступив на природниче відділення фізико-математичного факультету Київського університету, проте був виключений з нього в 1879 році за участь у студентському заколоті. Закінчив курс у 1882 році. На першому курсі зустрів О. Д. Багалій, яка згодом стала його дружиною. В 1881 році в них народилась дочка, майбутня письменниця Ольга Сно. У молодій сім'ї було сутужно з коштами на прожиття, тому Павло Тутковський постійно шукав можливості, щоб заробити на утримання сім'ї. Водночас продовжував із зацікавленням працювати в університетській лабораторії. Разом зі своїм вчителем і наставником К. Феофілактовим часто виїжджав на геологічні екскурсії в околиці Києва, де набував навичок дослідника.
По закінченні навчання Феофілактов рекомендував Тутковського на кафедру геології та мінералогії з метою підготовки до професорського звання. Через рік його призначають консерватором мінералогічного і геополітичного кабінету, де він працював з 1884 до 1895 року. Це дало змогу йому утримувати свою велику сім'ю, допомагати батькові. Тринадцять років в університеті не пройшли марно. Павло Аполлонович сформувався як спеціаліст. За дорученням Київського товариства природознавців Тутковський з 1884 до 1902 року проводить геологічні дослідження практично всіх губерній України. Він захоплюється вивченням викопної мікрофауни і вперше в Росії друкує близько 20 оригінальних праць з цього питання. Водночас він вивчає підземні води України і 1895 року подає свій проект водопостачання Києва. Саме завдяки йому Київ став одним з перших європейських міст, що забезпечило себе артезіанською водою. В 1883 році Тутковського обирають почесним членом Київського товариства природознавців, згодом — дійсним членом Петербурзького мінералогічного товариства, членом Бельгійського товариства геології і палеонтології в Брюсселі, почесним членом товариства любителів природознавства, антропології та етнографії при Московському університеті.
В 1904 році Павло Тутковський прийняв пропозицію куратора Київського навчального округу і став інспектором народних училищ Луцького повіту Волинської губернії. В Луцьку він продовжує польові роботи, розпочаті ще 1900 року, як позаштатний працівник геологічного комітету. Проводив геологічні дослідження вздовж залізниці Київ — Ковель, що тоді проектувалася. В 1909 році він з усією родиною переїздить до Житомира, де його призначили директором народних училищ Волинської губернії. Будучи інспектором, Павло Аполлонович багато мандрував і спостерігав природу улюбленої Волині. У Житомирі він прожив 9 років. І цей період його життя був пов'язаний з Товариством дослідників Волині. Найпродуктивнішими для П. Тутковського були 1906—1915 роки, коли він дуже багато працював у Товаристві. З 1909 року Товариство дослідників Волині регулярно публікувало його праці. 2 жовтня 1910 року Товариство обрало Павла Тутковського віце-головою, тобто фактичним керівником. Особливе місце в колі географічних інтересів посідала унікальна пам'ятка поліської природи Словечансько-Овруцький кряж. Цій темі була присвячена його праця «Словечансько-Овруцький кряж та узбережжя річки Словечни». Географічну тематику висвітлювали також його праці «Зональність ландшафтів Волинської губернії», «Бурштин у Волинській губернії», «З геології міста Житомира» та ін. Працюючи в Києві на високих посадах, вчений не поривав з дорогою йому Волинню. Разом з учнями він проводив дослідження в Овруцькому та Коростенському районах, приїздив на засідання Товариства дослідників Волині. У Житомирі П. А. Тутковський залишив по собі добрий слід не лише як вчений і краєзнавець. Саме завдяки йому Волинський музей став самостійною науковою установою, переїхав у нове приміщення. Тутковський брав участь в розробці нового статуту музею, а зібрані ним геологічні матеріали зайняли у музеї видатне місце.

Павло Тутковський в останні роки життя

За пропозицією професорів Д. М. Анучина і О. П. Павлова Тутковський подав до Московського університету працю про викопні пустелі північної півкулі. Докторська дисертація «Викопні пустелі північної півкулі» захищена при Московському університеті в 1911 році на вчене звання доктора географії. Рада фізико-математичного факультету Казанського університету присудила Тутковському ступінь доктора мінералогії та геогнозії. З 1913 року викладає в Університеті святого Володимира, обіймає посаду приват-доцента географії, з 1914 року — професор кафедри географії, читає лекції з фізичної географії.
У 1917 році створив при Київському університеті Географічний інститут. Один з організаторів і перших 12 дійсних членів Української Академії Наук у 1918 році. Обраний 1919 року головою фізико-математичного відділу УАН. З 1920 року очолював Краєзнавчу комісію при Академії наук.
У травні 1920 очолив секцію науки Українського Громадського Комітету — керівник В. Прокопович.
У 1924—1926 роках — керівник науково-дослідної кафедри геології при УАН, яка була реорганізована 1926 року в Інститут геологічних наук УАН і першим директором інституту став Павло Аполлонович.
Створення національної наукової термінології Тутковський вважав одним з наріжних каменів відродження української науки. Він був одним з ініціаторів і організаторів видання «Матеріалів до української природничої термінології та номенклатури». 12 вересня 1921 року в знак визнання його заслуг РНК УСРР прийняла постанову «Про соціальне забезпечення заслужених працівників науки», серед трьох інших достойників, Тутковському дозволено видання за державний кошт наукових праць; звільнено від сплати державних податків; заборонено реквізиції та ущільнення помешкання, яке він займав; матеріально забезпечено, а у випадку смерті — членів родини поза категоріальною довічною ставкою заробітку.

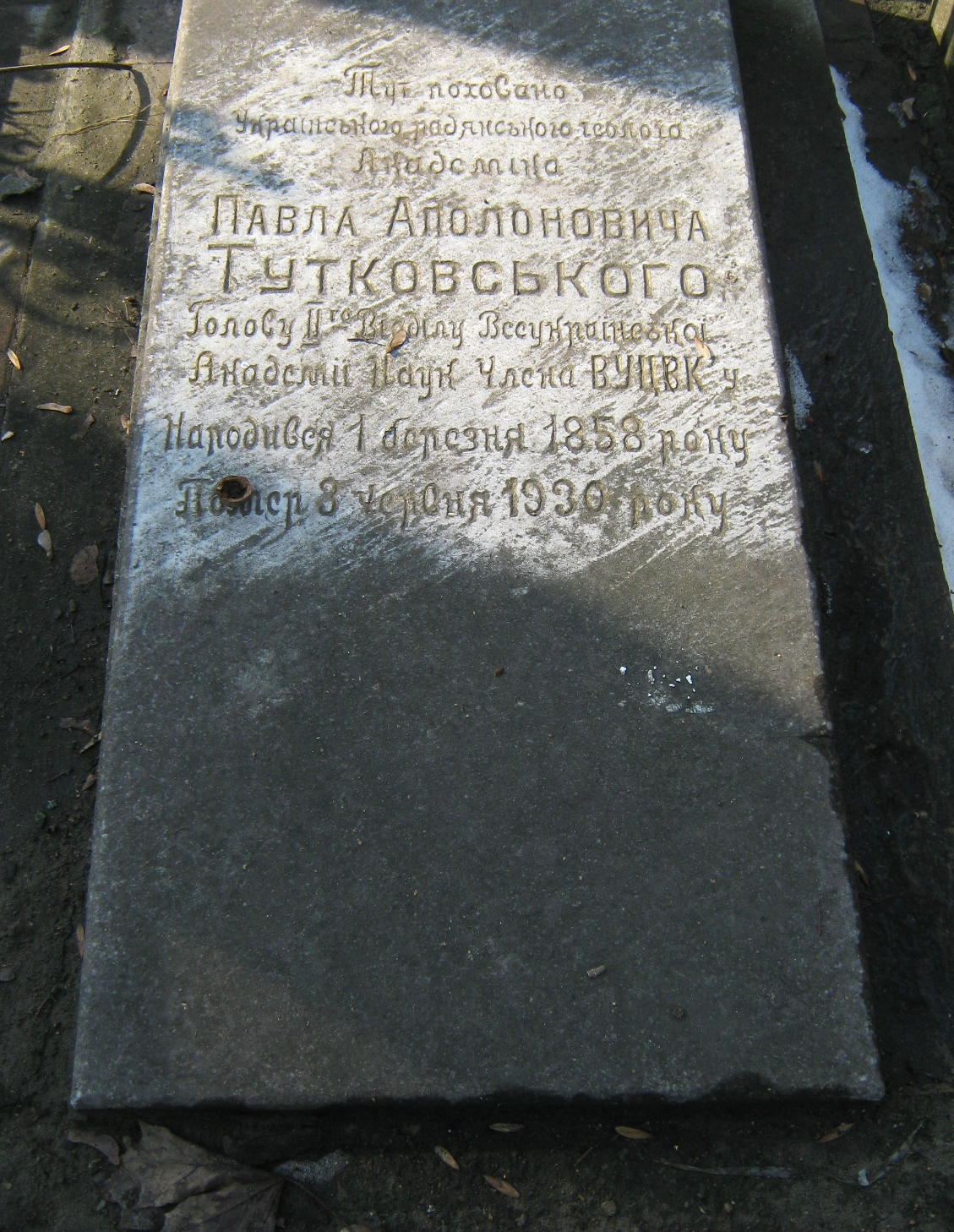
Могила Павла Тутковського

У 1923 році Павло Тутковський видає укладений ним «Словник геологічної термінології». У 1924 році збувається мрія вченого про створення Геологічного музею при Інституті геологічних наук УАН в Києві. Не можна не згадати й про участь П. Тутковського в організації бібліотеки Академії наук, інституту наукової мови.
Наприкінці 1920-х років вченому прикріпили ярлик «націоналіста», крамольного вченого не раз викликали в ДПУ. Врятувала від ГУЛАГу вченого смерть, що настала 3 червня 1930 року. Похований в Києві на Лук'янівському цвинтарі (ділянка № 15, ряд 1, місце 14).

## Науковий доробок
Монографічні праці стосуються переважно Волині й Полісся, зокрема «Краткий географический очерк истории центрального и южного Полесья» (1910); «Зональность ландшафтов и почв в Волынской губернии» («Почвоведение», 1909, ч. 3); «Словечансько-Овруцький кряж та узбережжя річки Словечни» (1923).
Чимало праць Тутковського присвячені палеогеографії четвертинного періоду; він розвинув учення про материкове зледеніння антропогену та про зв'язок стадій зледеніння з епохами українського лесу й довів його еолове походження: «К вопросу о способе образования лесса» («Землеведение», 1899, кн. 1-2); «До питань про вік поверхів лесу та похованих ґрунтів України» («Праці Українського Науково-Дослідного Геологічного Інституту», 1931, т. 4).
Синтетичний характер мають праці Тутковського «Природна районізація України» (1922) і класична на той час праця «Краєвиди України в зв'язку з природою та людністю» (1924).
Тутковський видав перший україномовний довідник «Загальне землезнавство» (1927), перший «Словник геологічної термінології» (1923); він автор статей про географію як науку і з дидактики географії; також з економіки, зокрема, сільського господарства України; автор низки статей з географії України в «Енциклопедичному Словнику Брокгауза і Єфрона».
У 1918 році за його загальною науковою редакцією було видано «Шкільну мапу України» масштабом 1:1 680 000. Один з редакторів «Географічного атласа України», виданого в 1928 році, що став першим комплексним атласом в Україні.
Внесок Тутковського в науку різнобічний. Він працював практично у всіх галузях науки про Землю. Багато його праць присвячено питанням мінералогії, петрографії, палеонтології, стратиграфії, регіональній і динамічній геології, четвертинним відкладам і проблемам четвертинного періоду, геоморфології, фізичній географії, етнографії та етнології, гідрогеології, корисним копалинам, крає- і ландшафтознавству, природному районуванню, науковій бібліографії та термінології. Характерною особливістю його наукової творчості було те, що більшу частину його багатющої спадщини (він опублікував понад 1000 праць) було присвячено Україні. Тому В. І. Вернадський називав П. А. Тутковського кращим знавцем неорганічної природи України.
Головною справою П. А. Тутковського на довгі роки стало вивчення стратиграфії і палеонтології третинних і четвертинних відкладів. П. А. Тутковський звернувся до вивчення викопної мікрофауни, яким ніхто в тодішній Росії ще не займався. Він першим звернув увагу на значне поширення мікрофауни в різних відкладах Київщини, Чернігівщини, Волині, Полтавщини, Таврії, Подніпров'я, встановив деякі особливості н стратиграфічної належності. Його праці з цього напрямку здобули визнання вітчизняних і зарубіжних (британських і бельгійських) фахівців.
Як і багато геологів минулого століття, П. А. Тутковський займався також і питаннями гідрогеології та водопостачання міст. Зокрема, його надзвичайно цікавили артезіанські джерела. Він передбачив і приблизну глибину залягання в Києві артезіанського горизонту. В спеціальній доповідній записці, поданій 1895 р. в Київське товариство водопостачання, він, поряд з проектом свердловин на під'юрську воду, пропонував план спорудження київського водогону, який до цього постачався забрудненими водами Дніпра.
Тутковський — засновник четвертинної геології в Україні. Четвертинні відклади в другій половині минулого століття мало вивчалися. На північній Волині йому вдалося зібрати багато фактів для характеристики передльодовикових, льодовикових і післяльодовикових відкладів та лесових товщ. Вони стали фундаментом для ряду гіпотез і теоретичних побудов щодо особливостей четвертинного періоду в Україні і в Європі взагалі. На цьому емпіричному матеріалі виникли його узагальнення про причини великого плейстоценового зледеніння, викопних пустель Північної півкулі, походження лесу і неолітичної культури, класифікації ландшафтів України. Великий внесок зробив П. А. Тутковський у розробку природничої бібліографії та української наукової термінології. Він підготував і видав численні покажчики літератури з геології та фізичної географії центрального і південного Полісся, медицини, гігієни, санітарії, бальнеології курортів та народної медицини, української картографії, гідрогеології і сільського господарства.

## Вшанування пам'яті
У 2007 році Національною Академією наук України була заснована Премія НАН України імені П. А. Тутковського, яка вручається Відділенням наук про Землю НАН України за видатні наукові роботи в галузі геології, географії, океанології, геоекології, кліматології та метеорології.

## Наукові праці
Сфера наукових досліджень: палеонтологія, історична та динамічна геологія, мінералогія, петрографія, гідрогеологія та ін. Автор теорії еолового походження лесу, один із засновників мікропалеонтологічного вивчення осадових гірських порід. Внесок Тутковського в науку різнобічний. Він працював практично у всіх галузях науки про Землю. Автор понад 300 наукових праць, присвячених мінералогії, петрографії, палеонтології, стратиграфії, ґрунтознавству, регіональній і динамічній геології, четвертинним відкладам і проблемам четвертинного періоду, геоморфології, фізичній географії, етнографії та етнології, гідрогеології, корисним копалинам, крає- і ландшафтознавству. Автор першого українського словника геологічної термінології. Основні праці:
1. (рос.) Ископаемые пустыни Северного полушария: Монография. 1909. Книги 1-4.
2. Загальне землезнавство: Монографія. 1927.
3. До питань про вік поверхів лесу та похованих ґрунтів України: Монографія. 1931.
4. Зональность ландшафтов и почв в Волинской губернии. 1910.
5. Природна районізація України. 1922.
6. Словник геологічної термінології. 1923.
7. Мінералогія. 1926.
8. Загальне землезнавство. 1927.